# Lîstvînivka, Narodîci
Lîstvînivka (în ucraineană Листвинівка) este un sat în comuna Bazar din raionul Narodîci, regiunea Jîtomîr, Ucraina.